# Prix de Washington
Prix de Washington är ett årligt travlopp för varmblod som körs på travbanan Hippodrome d'Enghien-Soisy i Enghien-les-Bains norr om Paris i Frankrike varje år i början av juli. Det är ett Grupp 2-lopp, det vill säga ett lopp av näst högsta internationella klass. Loppet körs över sprinterdistansen 1609 meter. Förstapris är 54 000 euro.

## Vinnare
| År   | Häst               | Land          | Tid    | Kusk                   | Tränare               | Tvåa               | Trea               |
| ---- | ------------------ | ------------- | ------ | ---------------------- | --------------------- | ------------------ | ------------------ |
| 2025 | Go On Boy          | Frankrike     | 1.08,6 | Romain Derieux         | Romain Derieux        | Hohneck            | Élvis du Vallon    |
| 2024 | Hohneck            | Frankrike     | 1.09,3 | Gabriele Gelormini     | Philippe Allaire      | Go On Boy          | Ampia Mede SM      |
| 2023 | Etonnant           | Frankrike     | 1.09,3 | Anthony Barrier        | Richard Westerink     | Bleff Dipa         | Hohneck            |
| 2022 | Hohneck            | Frankrike     | 1.09,6 | François Lagadeuc      | Philippe Allaire      | Galius             | Bleff Dipa         |
| 2021 | Go On Boy          | Frankrike     | 1.09,6 | Romain Derieux         | Romain Derieux        | Vivid Wise As      | Violetto Jet       |
| 2020 | Drole de Jet       | Frankrike     | 1.09,8 | Pierre Vercruysse      | Pierre Vercruysse     | Violetto Jet       | Ce Bello Romain    |
| 2019 | Bel Avis           | Frankrike     | 1.10,0 | Jean Michel Bazire     | Jean Michel Bazire    | Tessy d'Ete        | Billie de Montfort |
| 2018 | Uza Josselyn       | Schweiz       | 1.09,0 | Alexandre Abrivard     | René Aebischer        | Dijon              | Amiral Sacha       |
| 2017 | Timoko             | Frankrike     | 1.12,1 | Björn Goop             | Richard Westerink     | Venkatesh          | Cash Gamble        |
| 2016 | Un Mec d'Héripré   | Frankrike     | 1.09,9 | Jean-Michel Bazire     | Fabrice Souloy        | Robert Bi          | Aladin d'Écajeul   |
| 2015 | Robert Bi          | Nederländerna | 1.10,6 | Robin Bakker           | Paul Hagoort          | Uprince            | Chapeau            |
| 2014 | Napoleon Bar       | Italien       | 1.10,7 | Pierre Vercruysse      | Catello Savarese      | Pascia’ Lest       | Ru de l'Airou      |
| 2013 | Timoko             | Frankrike     | 1.10,5 | Joseph Verbeeck        | Richard Westerink     | Reve de Beylev     | The Best Madrik    |
| 2012 | Rapide Lebel       | Frankrike     | 1.09,4 | Éric Raffin            | Sébastien Guarato     | Quaker Jet         | Quoumba de Guez    |
| 2011 | Commander Crowe    | Sverige       | 1.11,0 | Jean-Michel Bazire     | Fabrice Souloy        | Rodrigo Jet        | Queen's Glory      |
| 2010 | Nouba du Saptel    | Frankrike     | 1.11,0 | Yves Dreux             | Pascal-André Geslin   | Nelumbo            | Prodigious         |
| 2009 | Premiere Steed     | Frankrike     | 1.10,0 | Jean-Michel Bazire     | Fabrice Souloy        | Russel November    | Oceano Nox         |
| 2008 | Felix del Nord     | Frankrike     | 1.11,3 | Jean-Michel Bazire     | Fabrice Souloy        | Nuage de Lait      | Opus Viervil       |
| 2007 | Meaulnes du Corta  | Frankrike     | 1.09,6 | Pierre Levesque        | Pierre Levesque       | Kito du Vivier     | Nijinski Blue      |
| 2006 | Jag de Bellouet    | Frankrike     | 1.10,9 | Christophe Gallier     | Christophe Gallier    | Lady d'Auvrecy     | Nijinski Blue      |
| 2005 | Jag de Bellouet    | Frankrike     | 1.09,9 | Christophe Gallier     | Christophe Gallier    | Jeanbat du Vivier  | Straightup         |
| 2004 | Général du Lupin   | Frankrike     | 1.10,8 | Pierre Vercruysse      | Jean Paul Marmion     | Bossi Corner       | Royal Gull         |
| 2003 | Général du Lupin   | Frankrike     | 1.14,0 | Jean-Michel Bazire     | Jean Paul Marmion     | Ipson de Mormal    | Jag de Bellouet    |
| 2002 | Général du Pommeau | Frankrike     | 1.12,9 | Jules Lepennetier      | Jules Lepennetier     | Jackhammer         | Kaisy Dream        |
| 2001 | First de Retz      | Frankrike     | 1.13,5 | Pierre Levesque        | Pierre Desire Allaire | Zambesi Bi         | Giesolo de Lou     |
| 2000 | Gisella du Gite    | Frankrike     | 1.13,7 | Sylvain Lelievre       | Pierre Desire Allaire | Goetmals Wood      | Grand Frisson      |
| 1999 | Remington Crown    | Sverige       | 1.11,5 | Jos Verbeeck           | Jan Kruithof          | Défi d'Aunou       | Ganymede           |
| 1998 | Echo               | Frankrike     | 1.13,3 | Jean-Étienne Dubois    | Jean-Étienne Dubois   | Dryade des Bois    | Huxtable Hornline  |
| 1997 | Défi d'Aunou       | Frankrike     | 1.11,3 | Jean-Étienne Dubois    | Jean-Étienne Dubois   | Paparazzy          | Escartefigue       |
| 1996 | Coktail Jet        | Frankrike     | 1.14,4 | Jean-Étienne Dubois    | Jean-Étienne Dubois   | Bonheur de Tillard | Elvis de Rossignol |
| 1995 | Coktail Jet        | Frankrike     | 1.11,2 | Jean-Étienne Dubois    | Jean-Étienne Dubois   | Bonheur de Tillard | Attirant           |
| 1994 | Bahama             | Frankrike     | 1.15,1 | Jean-Pierre Dubois     | Jean-Pierre Dubois    | Axe des Sarts      | Victoire Viennoise |
| 1993 | Avenir de See      | Sverige       | 1.12,8 | Ulf Nordin             | Ulf Nordin            | Timonier           | Ebonita Hanover    |
| 1992 | Ursolo de Crouay   | Frankrike     | 1.13,0 | Joël Hallais           | Joël Hallais          | Urane Sautonne     | Theo Del Amor      |
| 1991 | Riton du Gite      | Frankrike     | 1.12,8 | Sylvain Lelievre       | Georges Lelievre      | Shalom             | Meadow Spike       |
| 1990 | Express Ride       | Finland       | 1.12,5 | Heikki Korpi           | Pekka Korpi           | Tipouf             | Quellou            |
| 1989 | Quellou            | Frankrike     | 1.16,0 | Pierre Levesque        | Henri Levesque        | Palladeux          | Riton du Gîte      |
| 1988 | Ourasi             | Frankrike     | 1.16,2 | Jean-René Gougeon      | Jean-René Gougeon     | Quartz             | Renoso             |
| 1987 | Potin d'Amour      | Frankrike     | 1.13,1 | Jan Kruithof           | Jan Kruithof          | Paugayen Port      | Origan Noir        |
| 1986 | Mon Tourbillon     | Frankrike     | 1.16,2 | Jean Pierre Viel       | Jean Pierre Viel      | Noble Atout        | Okeanos            |
| 1985 | Solo Hagen         | Frankrike     | 1.14,6 | Jacky Bethouart        | Ulf Nordin            | Lugolin            | Mickey Viking      |
| 1984 | Landoas            | Frankrike     | 1.13,3 | Bertrand de Folleville | Henri Levesque        | Joli Quito         | Mickey Viking      |
| 1983 | Kombo              | Frankrike     | 1.17,6 | Heinz Wewering         | Heinz Wewering        | Jeannette d'Udon   | Kemilla            |
| 1982 | Jeannette d'Udon   | Frankrike     | 1.16,5 | Richard W Denechere    | Richard W Denechere   | Mini Model         | King Black         |
| 1981 | Ker Seddouk        | Frankrike     | 1.16,7 | Jean-Pierre Dubois     | Jean-Pierre Dubois    | Jet d'Emeraude     | Gel de Retz        |
| 1980 | Ianthin            | Frankrike     | 1.15,9 | Paul Delanoe           | Paul Delanoe          | Hillion Brillouard | Iris de Gournay    |
| 1979 | Granit             | Frankrike     | 1.17,4 | Jean-Claude Hallais    | Jean-Claude Hallais   | Go Darling         | Galant de Sassy    |
| 1978 | Fadet              | Frankrike     | 1.16,5 | Jean-Claude Hallais    | Jean-Claude Hallais   | Fugit              | Halise             |